# Tuffi ai XVI Giochi panamericani - Trampolino 3 metri femminile
Il concorso dei tuffi dal trampolino 3 metri femminile dei XVI Giochi panamericani si è svolto il 28 ottobre 2011 presso il Scotiabank Aquatics Center di Guadalajara in Messico.

## Programma
| Data            | Ora   | Evento      |
| --------------- | ----- | ----------- |
| 28 ottobre 2011 | 10:00 | Preliminare |
| 28 ottobre 2011 | 21:00 | Finale      |

## Risultati
In verde sono contraddistinti i finalisti.
| Class   | Atleta              | Natione     | Preliminare | Preliminare | Finale | Finale |
| Class   | Atleta              | Natione     | Punti       | Class       | Punti  | Class  |
| ------- | ------------------- | ----------- | ----------- | ----------- | ------ | ------ |
| Oro     | Laura Sánchez Soto  | Messico     | 340.00      | 2           | 374.60 | 1      |
| Argento | Cassidy Krug        | Stati Uniti | 345.60      | 1           | 372.65 | 2      |
| Bronzo  | Paola Espinosa      | Messico     | 303.50      | 4           | 356.20 | 3      |
| 4       | Kassidy Cook        | Stati Uniti | 274.70      | 7           | 348.90 | 4      |
| 5       | Jennifer Abel       | Canada      | 339.80      | 3           | 347.55 | 5      |
| 6       | Juliana Veloso      | Brasile     | 295.60      | 5           | 327.70 | 6      |
| 7       | Émilie Heymans      | Canada      | 288.50      | 6           | 325.90 | 7      |
| 8       | Diana Pineda        | Colombia    | 256.25      | 8           | 275.80 | 8      |
| 9       | María Betancourt    | Venezuela   | 225.75      | 11          | 270.00 | 9      |
| 10      | Luisa Jimenez       | Porto Rico  | 223.95      | 12          | 250.30 | 10     |
| 11      | Carolina Murillo    | Colombia    | 242.30      | 9           | 239.65 | 11     |
| 12      | Daylet Valdes       | Cuba        | 228.15      | 10          | 221.30 | 12     |
| 13      | Paula Sotomayor     | Cile        | 194.80      | 13          | –      | –      |
| 14      | Bruna Mangueira     | Brasile     | 181.05      | 14          | –      | –      |
| 15      | Yoslaidi Herrera    | Cuba        | 149.00      | 15          | –      | –      |
|         | Beannelys Velasquez | Venezuela   |             | dnf         |        |        |